# Kimyō na sākasu
Kimyō na sākasu (奇妙なサーカス), comercialitzada internacionalment com Strange Circus, és una pel·lícula de terror dramàtica japonesa del 2005 escrita i dirigida per Sion Sono.
Una ficció narrada presenta la història del director de l'escola, Ozawa Gozo, que viola la seva filla, Mitsuko, després de veure que els seus pares tenen relacions sexuals. La seva mare, Sayuri, és testimoni de la violació. Gozo ara les viola a ambdues com vol, mentre que la seva família es veu minada per l'incest, el suïcidi i l'assassinat. Aquesta narració està continguda dins d'una història de marc escrita pel novel·lista Taeko en cadira de rodes. Taeko és assistit per Yuji, un jove que busca en secret descobrir els possibles orígens d'aquesta història dins del passat de Taeko i conèixer els misteris d'una habitació tancada al seu apartament.

## Argument
Al Circ Estrany titular, veiem l'inici d'una actuació burlesque. El MC treu una guillotina i ofereix a l'estrany conjunt de personatges l'oportunitat de morir a l'escenari, abans de portar una noia a l'escenari. La noia afirma que sempre ha estat a la tribuna d'execució, si no per ella, també per la seva mare.
La Mitsuko és una nena de dotze anys el pare de la qual és el director sexualment desviat de la seva escola. Després d'adonar-se que la Mitsuko havia vist els seus pares tenint relacions sexuals, Gozo la convoca al seu despatx a l'escola, la fa pujar a un estoig de violoncel amb una mireta i després té relacions sexuals amb la seva mare Sayuri sense que ella sàpiga que la seva filla l'està mirant. Poc després, Gozo viola Mitsuko, que és descobert per Sayuri. Després, Gozo té sexe amb Sayuri, amb Mitsuko encara mirant a la caixa del violoncel. Gozo llavors revela a Sayuri que la Mitsuko ha estat observant durant molt de temps. Llavors coacciona Sayuri a entrar a l'estoig del violoncel per veure'l violar la seva filla.
La Mitsuko té problemes per separar la seva identitat de la seva mare. Com que es veu obligada a tenir sexe amb Gozo i veure la seva mare fent sexe amb ell, comença a desvincular-se i assumeix el paper de la seva mare. Com a resultat de la infidelitat, la violació i l'incest, Sayuri es torna abusiva cap a Mitsuko. Durant una trobada violenta, la Mitsuko la fa caure per les escales. Sayuri es disculpa però finalment mor per la caiguda. Sola amb el seu pare incestuós, la Mitsuko assumeix la identitat de la Sayuri, de 35 anys, anant a l'escola i mantenint sexe amb el seu pare com ho faria Sayuri. Després d'una altra avaria, la Mitsuko intenta suïcidar-se llançant-se per una cornisa. Sobreviu a la caiguda i depèn d'una cadira de rodes. Gozo li diu a la Mitsuko que ha de mantenir el seu petit secret.
Aleshores es revela que aquest conte està escrit per una escriptora inclusiva que utilitza cadira de rodes, Taeko. Ella s'interessa pel nou assistent, Yûji Tamiya, i li demana que llegeixi la història, una de les moltes exclusivament sobre Mitsuko. Està protegida per una porta vermella al seu estudi, que no permet que ningú entri. Ella demana a Yûji que la porti a passejar i ell la porta a un turó a Aobadai. Allà, ella l'acomiada i puja un turó, només per quedar-se dret, col·lapsar-lo i marxar amb ell a remolc. Quan torna a casa, entra a l'habitació vermella i trobem que està completament bruta amb un estoig de violoncel al centre amb el qual parla. Adopta una disfressa i surt de compres, expulsant intencionadament unes noies que tafanegen sobre ella mentre llegeixen els seus llibres. L'editor de Taeko li diu a Yûji que Taeko fingeix la seva paràlisi, i li demana que l'espiï perquè puguin tenir una bona primicia per a la seva revista. Yuji està d'acord.
Mentrestant, Mitsuko té problemes per adaptar-se a la vida en una cadira de rodes. Els seus companys la ignoren i Gozo la descuida a favor de tenir relacions sexuals amb diverses dones que té per casa. En el present, dins de l'habitació vermella de la Mitsuko, està menjant espaguetis descuidadament mentre escriu la seva novel·la a sobre de la caixa del violoncel. Força el menjar al forat, abans de celebrar la finalització de la seva novel·la.
Es revela que Yûji té un mural gegant dedicat a Taeko. El veiem en un grup de suport a la modificació corporal, on revela que la cirurgia havia de "ser un gerro que complementa les flors [que reflecteixen la seva ànima]".
La Mitsuko troba l'arracada perduda de la seva mare, però una de les dones de Gozo l'agafa i se l'empassa per disgustar-la, fent que la Mitsuko tingui una altra enrabiada. A causa d'això, Gozo l'acaba tancant a l'estoig del violoncel una vegada més.
Taeko celebra haver acabat la seva novel·la presentant-la a Yûji i després fent un viatge a la platja amb ell. Durant el viatge en tren, veuen algú amb un estoig de violoncel i ella ho comenta. Yûji revela que li van dir que ser violat era semblant a ser només un tors. Ofereix el suggeriment de convertir tant en Mitsuko com en Gozo en tors al final de la novel·la. A Taeko li encanta la idea.
L'espectador es posa en el punt de vista de Sayuri, lligat i amordadat dins de la caixa del violoncel que Taeko i Yûji van veure abans al tren.
La Taeko es desperta a l'habitació d'un hotel amb la Yûji, incapaç de recordar com va arribar-hi. Quan surten a passejar, la Taeko veu un vestit de bany i li demana a la Yûji que li compri. Mentre ell és dins de la botiga, l'home amb l'estoig del violoncel del tren s'acosta a ella i ella comença a cridar. Yûji aconsegueix que se'n vagi. Un cop més a l'habitació de l'hotel, Taeko li demana a Yûji que li posi el vestit de bany, citant la seva infame falta de libido com per què se sent segura demanant-li que ho faci. Després, la Yûji la posa al llit i somia amb el Circ Estrany, amb una Sayuri nu i ensangonada estirada al centre de la sala.
Quan es desperta, s'adona que li ha sagnat el nas. Troba a la Yûji adormida al llit i decideix aixecar-se i colar-se al bany per netejar-se mentre ho fa, la Yûji es desperta i es cola una pàgina del seu manuscrit a la bossa. Ell aconsegueix tornar a la seva posició, fingint dormir, just abans que ella torni a entrar a l'habitació. Ella torna al llit i desperta a Yûji, amb tots dos fent veure que només es desperta, i demana que la portin a casa.
A la sala vermella, ella "serveix el sopar" a la caixa del violoncel. Rep una trucada de Yûji que li diu que li falta una pàgina del seu manuscrit i que el necessita aquesta nit per a l'editor. Ella s'afanya amb la pàgina, només perquè es reveli que Yûji ha estat esperant fora del seu estudi. Entra a l'habitació vermella, troba l'estoig del violoncel i l'aborda amb familiaritat. La Taeko, però, apareix a Aobadai, treu la seva cadira de rodes i es dirigeix cap al turó. Rep una trucada de Yûji, que li diu que està amb la seva "mascota" i li diu que torni a la casa de la seva infància. Torna a l'habitació vermella per trobar la caixa del violoncel buida.
La Taeko arriba a la casa on vam veure créixer la Mitsuko, encara portant la seva cadira de rodes amb ella per intentar mantenir la mentida. Quan apareix en Yûji, ell la deixa fora de la cadira de rodes, tot i que encara actua com si estigués paralitzada. Ell desafia la seva memòria i ella dedueix que era Mitsuko, tot i que mai n'ha estat del tot segura. Quan es refereix a ella com a "mare", no pot entendre bé què està passant. L'ajuda a tornar a pujar a la cadira de rodes abans de portar-la a dalt a l'habitació d'en Gozo, on troben a Gozo com un tors ensangonat, si bé encara molt viu, lligat amb cadenes. En Yûji ha posat una taula perquè la Taeko escrigui, però ens adonem que la Taeko no és la Mitsuko, sinó la Sayuri, encara viva.
En una recontextualització de la història inicial, ens assabentem que Sayuri va acceptar el seu tractament a mans de Gozo centrant-se en la seva transformació com a desitjable. Yûji revela la seva modificació corporal, una intensa escarificació on abans hi havia els seus pits. Aleshores es revela que va ser la Mitsuko qui va ser llançada per les escales, no la Sayuri. La Mitsuko va sobreviure i la van treure de la seva casa abusiva i la van posar en acollida. Va intentar tornar, només per trobar que Sayuri no podia fer front a com de terrible com era una persona, i s'havia escapat a la persona de Mitsuko, incloent anar a l'escola i tenir sexe amb Gozo, ambdues vestides com Mitsuko i adreçant-se a ella mateixa com Mitsuko. Sayuri va empènyer en Gozo per les escales després de trobar-se cara a cara amb el seu harem, deixant-lo trencat. Després d'acabar la seva primera novel·la, va agafar el nom de Taeko i li va robar la cadira de rodes i el va guardar a l'estoig del violoncel que tant li agradava fer servir.
La Yûji sembla perdonar a la Taeko, permetent-li tornar a ser Sayuri, només perquè en Yûji agafa una motoserra per convertir-la en un tors com en Gozo.
En Taeko es desperta cridant a l'habitació de l'hotel amb en Yûji. El seu crit desperta a Yûji, però, quan li demana la seva cadira de rodes, no té ni idea de què està parlant. Finalment s'aixeca davant seu, però ell insisteix que mai ha quedat paralitzada. Quan ho qüestiona, es desperta al llit al costat de Gozo, encadenat, amb en Yûji dret sobre ella amb la motoserra, rient.
Acabem de nou al Circ Estrany. El MC presenta a Sayuri amb el cap a la guillotina. Tots aplaudim per ella. El MC s'arrenca la cara per revelar que és Gozo liderant l'actuació, i veiem els diferents personatges, inclòs l'editor de Taeko, els seus germans, l'adolescent Mitsuko, els amants de Gozo i, finalment, els joves Mitsuko i Yûji, que li donen una gran ovació. Gozo li desitja el millor, i la guillotina cau.

## Repartiment
- Masumi Miyazaki com a Sayuri/Taeko
- Issei Ishida com a Yuji Tamiya
- Rie Kuwana com el jove Mitsuko
- Mai Takahashi com el jove Mitsuko
- Fujiko
- Madame Regine
- Tomorowo Taguchi com a editor de Taeko
- Hiroshi Ohguchi com a Gozo

## Recepció
Russell Edwards de Variety va escriure que la pel·lícula "xoca, provoca, però finalment avorreix amb les seves indulgències insípides" i que "estarà més a gust a les barres laterals del festival de mitjanit o en qualsevol altre lloc". on s'adopta una estètica bruta."